# Julie Billiart
Julie Billiart, född Marie-Rose-Julie Billiart 12 juli 1751 i Cuvilly, död 8 april 1816 i Namur, var en fransk romersk-katolsk nunna och grundare av Skolsystrarna de Notre Dame. Hon vördas som helgon i Romersk-katolska kyrkan, med minnesdag den 8 april.

## Bilder
| - Kapell invigt åt heliga Julie Billiart i Skolsystrarna de Notre Dames moderhus i Namur. |

### Webbkällor
- ”Santa Giulia Billiart, vergine, fondatrice”. Santi e Beati. http://www.santiebeati.it/Detailed/48950.html. Läst 20 december 2020.